# Токпакбаев, Сат Бесимбаевич
Сат Бесимбаевич Токпакбаев (17 сентября 1939) — депутат Мажилиса Парламента Республики Казахстан (2007–2016), государственный деятель, Председатель Комитета национальной безопасности Республики Казахстана.(1993-1995), министр обороны Республики Казахстан (1999—2001), Председатель Комитета национальной безопасности Республики Казахстана (1993-1995), Советник Президента Республики Казахстан (12.2001-2002). Народный Герой Казахстана (2024).

## Биография
В 1963 году окончил юридический факультет Казахского государственного университета им. С. М. Кирова, в 1971 — Высшую дипломатическую школу МИД СССР. Владеет китайским и английским языками.
Трудовую деятельность начал в июле 1956 года колхозником колхоза «Комсомол» Илийского района Алма-Атинской области, с августа 1957 — рабочий-вагонетчик Бурундайского кирпичного завода Алма-Атинской области, с сентября 1958 — студент Казахского Государственного университета.
С июля 1963 — следователь Алма-Атинской областной прокуратуры.
В 1964 году окончил Высшие курсы КГБ СССР в Минске.
Кадровый офицер Комитета государственной безопасности СССР. Прошёл путь от оперуполномоченного до начальника управления, член коллегии КГБ Казахской ССР.
С ноября 1991 — начальник управления КГБ Республики Казахстан по городу Алма-Ата и Алма-Атинской области.
С июня 1993 — первый заместитель председателя Комитета Национальной Безопасности Республики Казахстан.
С декабря 1993 — Председатель Комитета Национальной Безопасности Республики Казахстан.
С ноября 1995 — начальник службы охраны Президента Республики Казахстан — командующий Республиканской гвардией.
С 1999 по 2001 год — министр обороны Республики Казахстан.
На протяжении ряда лет — член Совета Безопасности Республики Казахстан. 
С декабря 2001 — советник Президента Республики Казахстан — председатель Комиссии по вопросам гражданства при Президенте Республики Казахстан — Председатель Комиссии по борьбе с коррупцией и соблюдению служебной этики государственными служащими Республики Казахстан. 
С сентября 2002 — председатель Совета Директоров авиакомпании ОАО «Евро-Азия-Эйр Интернэшнл».
С 2 сентября 2007 года — депутат Мажлиса Парламента Республики Казахстан, член Комитета по международным делам, обороне и безопасности.
16 сентября 2024 года — Глава государства Касым-Жомарт Токаев торжественно вручил Сату Токпакбаеву знак особого отличия – Золотую звезду и орден «Отан». 
Воинское звание — генерал-полковник (2001).

## Семья
Жена Сауле Магазбеккызы Досжан.
Дети: 
- дочь — Гульмира (1966 г.р.)
- сын — Даулет (1967 г.р.)[5]

## Награды
- Народный герой Казахстана (2024)
- Орден Отан (2024)
- Орден «Данк» 1 степени (1997);
- Орден «Барыс» 3 степени (2008);
- Орден «Барыс» 1 степени (2019);[6][7][8]
- Победитель Фестиваля-конкурса "Алтын Адам" в номинации  "Военный года" (2000[9], 2001[10]);
- 2023 (17 сентября) — звание «Почётный гражданин города Алматы»;[11]
- Правительственные медали, в том числе:
  - Медаль «Астана» (1998);
  - Медаль «10 лет независимости Республики Казахстан» (2001);
  - Медаль «10 лет Конституции Республики Казахстан» (2005);
  - Медаль «10 лет Астане» (2008);
  - Медаль «20 лет независимости Республики Казахстан» (2011);
  - Медаль «За вклад в обеспечение национальной безопасности»;
  - Медаль «Ветеран Комитета национальной безопасности Республики Казахстан»;
- 25 медалей, в том числе СССР, Казахстан, Российской Федерации, Таджикистана и Киргизской Республики;
- Почетный гражданин города Алматы (2019).[12]